# Pupa (manga)
Pupa (ピューパ, Pyūpa) est un manga de Sayaka Mogi prépublié dans le Comic Earth Star entre mars 2011 et décembre 2013, et compilé en cinq volumes reliés par Earth Star Entertainment. La version française est éditée par Komikku Éditions en trois volumes sortis entre octobre 2016 et mars 2017. Une adaptation en anime produite par Studio Deen est diffusée du 10 janvier au 28 mars 2014 au Japon.

## Synopsis
C'est l'histoire de deux adolescents, Utsutsu et sa petite sœur Yume. Durant leur enfance, leur père Shirō les battait. Lorsque leur mère Sachiko divorce, elle part avec un autre homme, laissant ses enfants seuls. Utsutsu promet alors de protéger sa sœur coûte que coûte.
Un jour, alors qu’ils rentrent ensemble du collège, ils tombent nez-à-nez avec une étrange scientifique au visage mutilé, Maria, qui leur dit de faire attention aux papillons rouges. Juste après leur rencontre, de gigantesques papillons rouges apparaissent et Yume se transforme en  monstre. Son frère, incapable de la ramener à la raison, est obligé de demander de l’aide à Maria, qui leur dévoile qu'ils sont infectés par un virus appelé pupa.

## Personnages
Utsutsu Hasegawa (長谷川 現, Hasegawa Utsutsu)
Utsutsu Hasegawa est le grand frère de Yume Hasegawa. Il se soucie énormément de sa sœur et fera tout pour elle, y compris en la laissant le manger pour éviter qu'elle ne tue davantage de personnes. Normalement, il est agréable et sympathique avec beaucoup de personnes. Cependant, après avoir été infecté par le virus Pupa qui lui donne une régénération d'une vitesse incroyable, un autre côté a émergé, un côté plus violent et sans pitié comme un effet secondaire.
Yume Hasegawa (長谷川 夢, Hasegawa Yume)
Yume Hasegawa est une jeune fille, la petite sœur d'Utsutsu Hasegawa. Elle se soucie aussi beaucoup de son frère. Après l'infection et la transformation de Yume, celle-ci se met à dévorer son frère qui est immortel. Ce qui paraît étrange, c'est que la petite Yume se transforme en monstre mais pas son frère alors qu'ils sont tous les deux infectés par le virus Pupa.
Sachiko Hasegawa (長谷川 幸子, Hasegawa Sachiko)
Shirō Onijima (鬼島 四郎, Onijima Shirō)
Ai Imari (伊万里 愛, Imari Ai) / Maria (マリア)
Hotoki (仏木)
Yū (ユウ)
Yūhei Arita (有田 雄平, Arita Yūhei)
Ovibe
Shigaraki
Kavatsu
Kutani
Sōma

## Manga
Le manga Pupa est prépublié du 12 mars 2011 au 12 décembre 2013 dans le magazine Monthly Comic Earth Star,. Un chapitre bonus est publié le 12 janvier 2014, et la série est compilée en un total de cinq tomes entre novembre 2011 et février 2014 par l'éditeur Earth Star Entertainment. La version française est éditée en trois volumes par Komikku Éditions, suivant l'édition bunko d'Akita Shoten, entre octobre 2016 et mars 2017.
| no | Japonais          | Japonais          | Français        | Français          |
| no | Date de sortie    | ISBN              | Date de sortie  | ISBN              |
| -- | ----------------- | ----------------- | --------------- | ----------------- |
| 1  | 11 novembre 2011  | 978-4-8030-0289-8 | 27 octobre 2016 | 978-2-372-87147-1 |
| 2  | 12 juin 2012      | 978-4-8030-0342-0 | 12 janvier 2017 | 978-2-372-87186-0 |
| 3  | 12 janvier 2013   | 978-4-8030-0415-1 | 30 mars 2017    | 978-2-372-87187-7 |
| 4  | 12 septembre 2013 | 978-4-8030-0502-8 |                 |                   |
| 5  | 12 février 2014   | 978-4-8030-0535-6 |                 |                   |

## Accueil critique
En France, Coyote magazine, qui compare Pupa à Ajin, juge que « ce premier opus [...] semble prometteur mais manque finalement cruellement d'envergure ».

## Anime
L'adaptation en série télévisée d'animation est annoncée en mars 2013. Celle-ci est produite au sein du Studio Deen avec une réalisation de Tomomi Mochizuki. Initialement prévue pour l'automne 2013, la série est diffusée du 10 janvier au 28 mars 2014 et comporte douze épisodes courts. Dans les pays francophones, la série est diffusée en simulcast par Dybex.

### Liste des épisodes
| No | Titre français | Titre japonais           | Titre japonais                | Date de 1re diffusion |
| No | Titre français | Kanji                    | Rōmaji                        | Date de 1re diffusion |
| -- | -------------- | ------------------------ | ----------------------------- | --------------------- |
| 01 | Émergence      | けーよんへようこそ！     | Ke-yon e yōkoso!              | 10 janvier 2014       |
| 02 | Morsure        | ちょっとだけこうさせて   | Chotto dake kōsasete          | 17 janvier 2014       |
| 03 | Prédateur      | カッコよかったよ！       | Kakko yokatta yo!             | 24 janvier 2014       |
| 04 | Agitation      | 気に入っちゃったかもね   | Kiniitchatta kamo ne          | 31 juillet 2014       |
| 05 | Larve          | 見るんじゃないわよ       | Miru n janai wa yo            | 7 février 2014        |
| 06 | Parasite       | わたしが守ってみせるから | Watashi ga mamotte miserukara | 14 février 2014       |
| 07 | Incubation     | 似合ってたと思うけどな   | Niatteta to omoukedo na       | 21 février 2014       |
| 08 | Nature         | わたしが届けます         | Watashi ga todokemasu         | 28 février 2014       |
| 09 | Dissection     | ありがとう               | Arigatō                       | 7 mars 2014           |
| 10 | Fléau          | ヒミツにしてくれる?      | Himitsu ni shite kureru       | 14 mars 2014          |
| 11 | Nymphose       | つきあってあげるわよ     | Tsukiatte ageruwa yo          | 21 mars 2014          |
| 12 | Têtards        | みんな待ってるよ         | Minna matteru yo              | 28 mars 2014          |

### Génériques
| Générique | Épisodes | Début | Début      | Fin                     | Fin               |
| Générique | Épisodes | Titre | Artiste    | Titre                   | Artiste           |
| --------- | -------- | ----- | ---------- | ----------------------- | ----------------- |
| 1         | 1 – 12   | pupa  | Ibuki Kido | Dare Yori Suki na no ni | Kusuma San Shimai |